# Джерело (пам'ятка природи, Новоодеський район, с. Зайве)
Джерело — гідрологічна пам'ятка природи місцевого значення в Україні. Розташована на території Новоодеського району Миколаївської області, у межах Новопетрівської сільської ради.
Площа — 0,5 га. Статус надано згідно з рішенням Миколаївської обласної ради № 281 від 11.12.1990 року задля охорони виходу ґрунтових вод.
Заказник перебуває на південному-заході села Зайве.